# 女子高生信長ちゃん!!
『女子高生信長ちゃん!! 』（じょしこうせいのぶながちゃん）は、木村明広による日本の漫画。またムービースクエアで放映されているWebアニメ。投稿コミュニティ「E★エブリスタ」の有料サービス「E★エブリスタプレミアム」で最新コミックが配信される。

## 登場人物
吉乃田 法子（よしのだ のりこ）
声 - 桜咲千依
織田信長の魂が乗り移った女子高生。

## 主題歌
オープニングテーマ「Happy De-Lucks」
作詞 - Red Pepper Girls / 作曲 - ACCHI / 編曲 - ACCHI、舞妓はんひぃ〜ひぃ〜 / 歌 - Red Pepper Girls
エンディングテーマ「愛〜 MEGUMI 〜」
作詞・作曲 - 安木未来 / 歌 - 桜咲千依

## スタッフ
- 原作・脚本・絵コンテ・キャラクターデザイン - 木村明広
- 監督 - 久保博志
- 原画 - 木村明広、一美
- 撮影・編集 - 久保博志
- 背景 - 辻田富也
- 制作 - 川北将人
- 効果 - サウンドボックス
- アニメーションプロデューサー - 佐久間敏郎、青木清光
- アニメーション制作 - MooGoo、スタジオ藍丸、ワオワールド
- 音響監督 - 亀山俊樹
- 音響プロデューサー - 関智寛
- 録音 - 熊倉亨

## 単行本
1. 2011年3月14日発売、ISBN 978-4-04-727217-0
2. 2012年2月15日発売、ISBN 978-4-04-727781-6
3. 2012年2月15日発売、ISBN 978-4-04-727891-2